# 戈瑟氏兔脂鯉
戈瑟氏兔脂鯉，為輻鰭魚綱脂鯉目脂鯉亞目上口脂鯉科的其中一個種，分布於南美洲Maroni河流域，體長可達25公分，棲息在水流快速的溪流，生活習性不明，與格氏兔脂鯉生存在一起。